# Loom
Loom – komputerowa gra przygodowa typu wskaż i kliknij wydana w 1990 przez Lucasfilm Games.
Gra ta wyróżnia się nietypowym interfejsem. Nie ma opcji typowych dla przygodówek tamtych czasów - użyj, zobacz itp. Zamiast tego główny bohater - Bobbin Threadbare, musi zagrać pewne wzory, które spowodują rzucenie czaru. Czary to właśnie czynności takie jak otwórz, ale też np. nocne widzenie. Wzory czarów zdobywamy w grze od innych postaci lub obserwując przedmioty.